# Luigi Maria Olivares

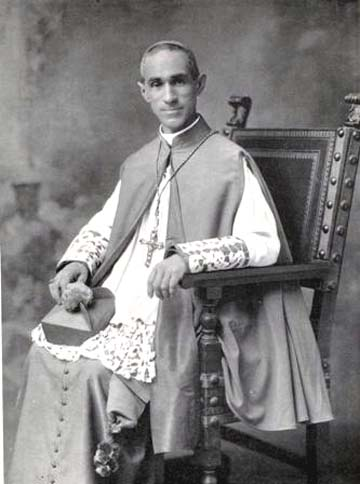
Bischof Luigi Maria Olivares SDB

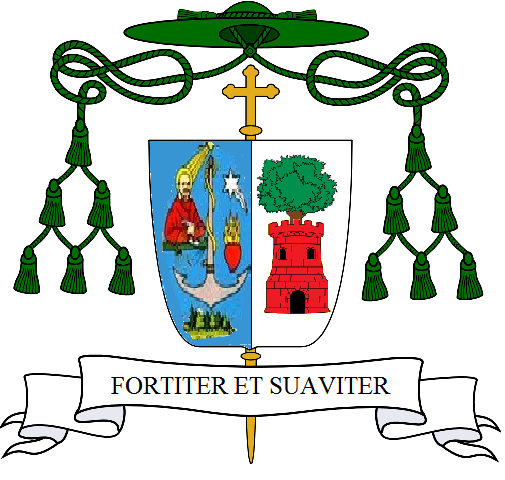
Wappen

Luigi Maria Olivares SDB (* 18. Oktober 1873 in Corbetta, Lombardei; † 19. Mai 1943 in Pordenone, Friaul-Julisch Venetien) war ein italienischer Ordenspriester und römisch-katholischer Bischof.
Der Sohn frommer Eltern hatte schon mit zehn Jahren eine Berufung und begann seine Studien in einem salesianischen Kolleg. Er wurde 1895 im Erzbistum Mailand zum Priester geweiht. Acht Jahre lang wirkte er als Vizerektor des Seminars von Saronno. Schließlich erhielt er die Erlaubnis seines Bischofs, bei den Salesianern einzutreten. Er wirkte zunächst in der Pfarrei Maria Liberatrice im römischen Stadtteil Testaccio und erwarb sich insbesondere als Beichtvater einen außergewöhnlichen Ruf.
1916 ernannte Papst Benedikt XV. Olivares zum Bischof von Nepi und Sutri, das heute Teil des Bistums Civita Castellana ist. Olivares starb in Pordenone, als Exerzitien hielt. Seine Überreste befinden sich in der Kathedrale von Nepi.
Papst Johannes Paul II. erhob Luigi Maria Olivares am 20. Dezember 2004 zum ehrwürdigen Diener Gottes.

## Bibliografie
- Bruno Pegoraro, Andrea Balzarotti, Luciano Redaelli, Profumo di santità - S. E. Mons. Luigi Maria Olivares, vescovo di Sutri e Nepi, au. Gemeinde von Corbetta, Corbetta, 2020